# لیک کومو (ویسکانسین)
لیک کومو (به انگلیسی: Lake Como) یک منطقهٔ مسکونی در ایالات متحده آمریکا است که در شهرستان والورس، ویسکانسین واقع شده‌است. لیک کومو ۲۶۷٫۹۲ متر بالاتر از سطح دریا واقع شده‌است.